# Catedral (Costa Rica)
Catedral es el distrito cuarto del cantón de San José en la provincia homónima. El distrito se encuentra en su totalidad contenido dentro de los límites de la ciudad de San José. 
Las principales actividades que se desarrollan en el distrito son de comercio y servicios, actividades gubernamentales y de vivienda, con importantes zonas residenciales al sur y al este del distrito. Contiene importantes hitos de la capital costarricense, como la Plaza de la Cultura. El distrito se ubica al sur de la Avenida Central de San José.

## Ubicación
El distrito de Catedral se ubica al Sureste de la ciudad de San José. Sus límites son:
- Norte:Distrito de Carmen
- Sur:Distrito de San Sebastián
- Este:Montes de Oca y Distrito de Zapote
- Oeste:Distrito de Hospital.

## Geografía
Catedral cuenta con un área de 2,37 km² y una altitud media de 1161 m s. n. m.
Hasta el período 2000–2010, el distrito Catedral tenía una extensión de 2.48 km², hasta que se oficializaron ciertos cambios geográficos por los cuales cedió parte de su territorio al distrito de Zapote. 
Actualmente, los territorios que conforman el distrito están totalmente urbanizados y contenidos dentro del casco central de la ciudad de San José. Por su geografía regular, el distrito Catedral no presenta amenazas naturales latentes, según consta en los reportes de la Comisión Nacional de Emergencias del país.

## Demografía
Para el año 2022, Catedral cuenta con una población estimada de 14 355 habitantes, y para el último censo efectuado, en 2011, Catedral contaba con una población de 12 936 habitantes.
El distrito Catedral se ha visto afectado por un constante despoblamiento, que aunque típico del cantón central de San José, se ha dado más marcado en los territorios distritales. 
Según el censo de 2011, 2631 habitantes del distrito Catedral fueron nacidos en otro país (un 20,3 % del total de la población distrital), una reducción en comparación con las cifras del censo del año 2000, las cuales señalaban 2743 personas nacidas en el extranjero. Los países más señalados por los residentes del distrito como país de procedencia se muestran a continuación:
| País de Nacimiento       | Total 2000 | % Extranj. | Total 2011 | % Extranj. |
| ------------------------ | ---------- | ---------- | ---------- | ---------- |
| Nicaragua                | 1.896      | 69,1       | 1.857      | 70,6       |
| Colombia                 | 69         | 2,5        | 225        | 8,6        |
| China                    | 95         | 3,5        | 59         | 2,2        |
| El Salvador              | 66         | 2,4        | 50         | 1,9        |
| Estados Unidos           | 62         | 2,3        | 49         | 1,9        |
| Nacidos en el Extranjero | 2.743      | 100,0      | 2.631      | 100,0      |

## Transporte

### Carreteras
Al distrito lo atraviesan las siguientes rutas nacionales de carretera:
- Ruta nacional 2
- Ruta nacional 175
- Ruta nacional 204
- Ruta nacional 209
- Ruta nacional 213
- Ruta nacional 215
- Ruta nacional 218

### Ferrocarril
El Tren Interurbano administrado por el Instituto Costarricense de Ferrocarriles, atraviesa este distrito.

## Concejo de distrito
El Concejo de distrito de Catedral vigila la actividad municipal y colabora con los respectivos distritos de su cantón. También está llamado a canalizar las necesidades y los intereses comunales, por medio de la presentación de proyectos específicos ante el Concejo Municipal. El presidente del Concejo del distrito es el síndico propietario de Alianza por San José, Jimmy Fernández García. El concejo del distrito se integra por:
| #                       | Partido                         | Nombre                     |
| Síndico propietario     | Síndico propietario             | Síndico propietario        |
| ----------------------- | ------------------------------- | -------------------------- |
| 1                       | Alianza por San José            | Jimmy Fernández García     |
| Síndico suplente        |                                 |                            |
| 2                       | Alianza por San José            | Nicole Morales Ramírez     |
| Concejales propietarios |                                 |                            |
| 3                       | Alianza por San José            | Saúl Vernizzi Pontoni      |
| 4                       | Alianza por San José            | Dani Castillo Castro       |
| 5                       | Partido Liberación Nacional     | Jesús Umaña López          |
| 6                       | Partido Unidad Social Cristiana | Gerardo Alonso Ureña       |
| Concejales suplentes    |                                 |                            |
| 7                       | Alianza por San José            | Michael Vargas Porras      |
| 8                       | Alianza por San José            | Vivana Fernández Villalta  |
| 9                       | Partido Liberación Nacional     | Randall Fernández Carvajal |
| 10                      | Partido Unidad Social Cristiana | Carlos Enrique Vega Calvo  |

## Barrios

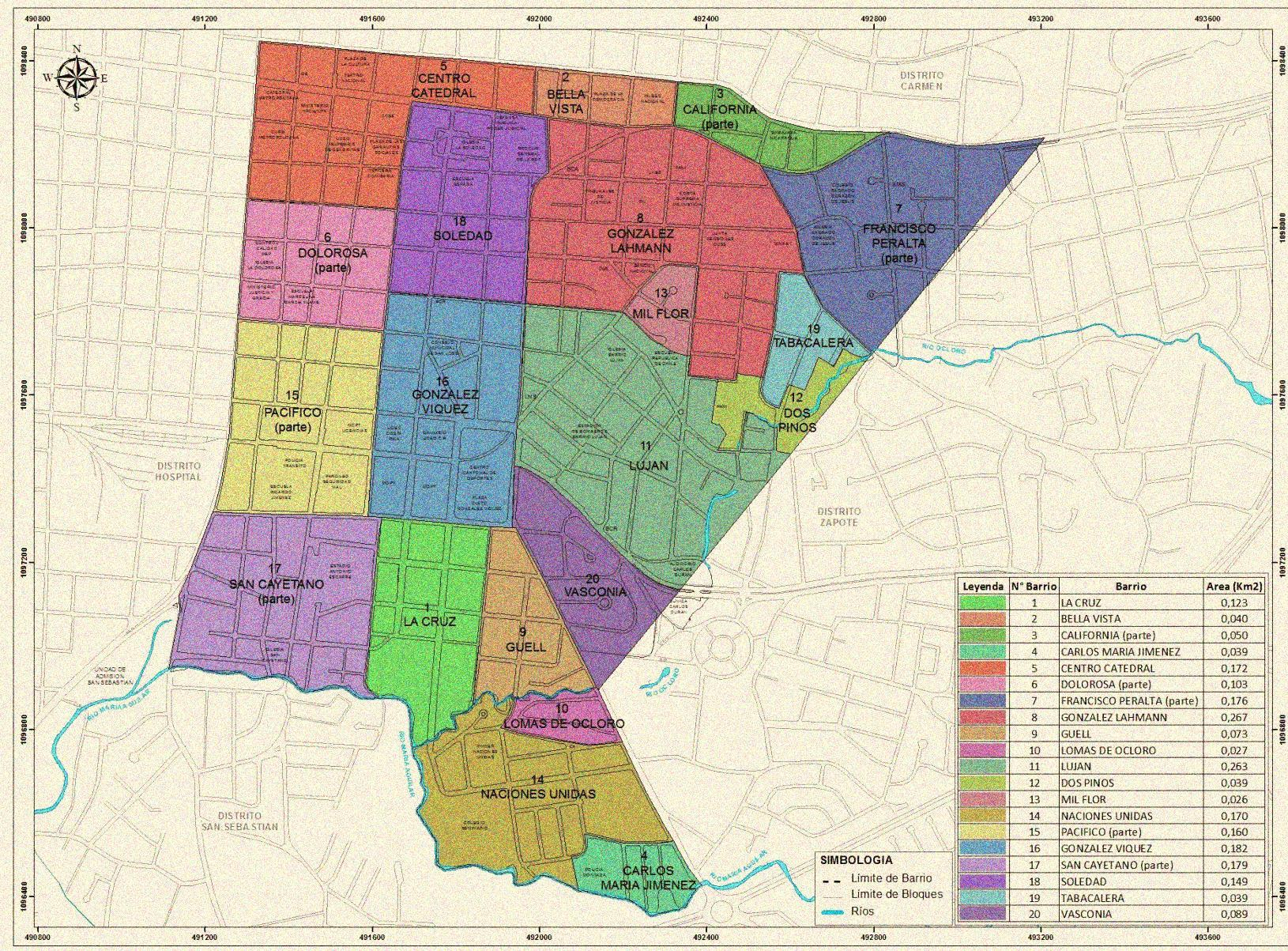
Mapa de Catedral

Catedral se divide en 20 barrios: Bella Vista, California, Carlos María Jiménez, Catedral, La Dolorosa, Dos Pinos, Francisco Peralta, González Lahmann, Güell, La Cruz, Laberinto, Lomas de Ocloro, Luján, Mil Flor, Naciones Unidas, Pacífico (parte), San Cayetano, Soledad, Tabacalera, Vasconia.

## Instituciones y edificios notables
En territorio de Catedral se ubican diversas instituciones y edificaciones de gran importancia para la vida del país:
- Teatro Nacional de Costa Rica
- Ministerio de Hacienda
- Banco Popular y de Desarrollo Comunal
- Caja Costarricense de Seguro Social
- Instituto Costarricense de Acueductos y Alcantarillados
- Instituto Nacional de Aprendizaje, Núcleo de Turismo
- Barrio chino de San José
- Tribunales de Justicia
- Organismo de Investigación Judicial
- Corte Suprema de Justicia
- Colegio Superior de Señoritas
- Liceo de Costa Rica
- Ministerio de Obras Públicas y Transportes
- Plaza de la Cultura
- Plaza de la Justicia
- Plaza Cleto González Víquez
- Plaza de las Garantías Sociales
- Museo de Oro
- Catedral Metropolitana
- Iglesia la Soledad
- Iglesia la Dolorosa
- Hospital Clínica Santa Rita
- Hospital Clínica Bíblica
- Estadio Antonio Escarré
- Concejo Municipal de San José